# در آغاز (فیلم)
«در آغاز» (فرانسوی: À l'origine‎) فیلمی در ژانر درام به کارگردانی زاویر جیانولی است که در سال ۲۰۰۹ منتشر شد. از بازیگران آن می‌توان به فرانسوا کلوزه، کورین مازیرو، ژرار دوپاردیو و سوکو اشاره کرد.